# 車之走峠
車之走峠（くるまのはしりとうげ）は、岩手県八幡平市にある峠。
峠には塞ノ神群とマンダ（シナの木）の並木道が現存し、急峻な山道で難所のため助け小屋が開かれていた。

## 沿革
七時雨山山麓に陸羽横断連絡路の流霞道が通っていたが、江戸時代に入り鹿角街道が開かれ、磐手郡寺田村と同郡荒谷村（いずれも現在の八幡平市）の四里を結ぶために、山麓の白坂から中腹で標高700mの車之走峠を経て荒谷村に至る道筋が整備された。
1878年（明治11年）、七時雨の険を避けて松尾村の大場谷地峠を通る津軽街道が開削された。津軽街道とは現在の国道282号のルートで、そのため山を通過する道は廃道になっていた。現在「津軽街道」と呼んでいる道は、二戸市福岡から浄法寺を経て、八幡平市曲田で盛岡市から来る道と合流した道である。
車之走峠の近くは、留ノ沢一理塚が対になって残っている場所の近くに追分の石がある。ここから西に向かうと不動の滝に至る道があった所である。更に登ると助け小屋跡がある。やがてマダ並木（シナノキの並木）の所を通り、更に登ると塞ノ神群がある。ここは、塚の上に石が乱立している所である。ここから数百メートル登ると車之走峠である。ここから、更に高畑方面へ越えるとマダの巨木の根元に石地蔵がある。これは江戸時代に遭難した鹿角花輪のお七の供養仏と言われる。更に下るとマダ並木があり、更に下ると七時雨一理塚が2基ある。更に下って、軽井沢の安比川を渡る橋の手前の東北自動車道の真下に道標を兼ねた石地蔵が残っている。

## 参考資料
- 「角川日本地名大辞典」編纂委員会『角川日本地名大辞典 3 岩手県』角川書店、1985年3月8日。ISBN 4040010302。
- （有）平凡社地方資料センター『日本歴史地名大系 第3巻 岩手県の地名』平凡社、1990年7月13日。ISBN 4-582-91022-X。